# Yasmin Abdulaziz
Yasmin Abdel Aziz (tiếng Ả Rập Ai Cập: ياسمين عبد العزيز, Yāsmīn ʿAbd El-ʿAzīz; sinh ngày 16 tháng 1 năm 1980) là diễn viên Ai Cập.
Abdel Aziz bắt đầu tham gia đóng quảng cáo từ năm 15 tuổi là vì một trong những người bạn của mẹ cô là giám đốc một công ty quảng cáo. Một thời gian sau, cô bắt đầu tham gia vào lĩnh vực điện ảnh và truyền hình với series mang tựa đề A Woman From The Love Time. Bộ phim rất thành công và được chiếu khắp vùng Trung Đông. Sau thành công này, cô đã thực hiện một series nhỏ khác mang tựa đề Kids Are Going Crazy.
Abdel Aziz còn tham gia đóng phim cùng với diễn viên hài Ahmed Helmi trong một bộ phim hài lãng mạn mang tên Zaki-Chan. Bộ phim đạt được ấn tượng rất lớn trong phòng vé sau tuần đầu công chiếu.
Năm 2001, cô cùng Ashraf Abdel Baqi đóng phim: Rasha Gareea. Năm 2005, cùng với Mostafa Qamar, cô pham gia đóng phim Hareem Karim. Cô cũng đóng vai nhân vật chính trong các bộ phim ấn tượng như Farhan Molazem Adam và Qalb Gariee. Cô kết hôn với doanh nhân tên là Mohamed Nabil Halawa.

## Các bộ phim
- Jala Jala (2001)
- Rasha Garea (2001)
- Qalb Jari' (2002)
- Kedah Okaih (2003)
- Saye Bahr (2004)
- Farhan Melazem adem (2005)
- Harim Karim (2005)
- Zaky Chan (2005)
- 1/8 Dastet Ashrar (2006)
- Al Rahina (2006)
- Haha We Tofaha (2006)
- Esabet Al-Doctor Omar (2007)
- Kar Kar (2007)
- El Dada Doudi (2008)
- Ethalatha Yashtagalonha (2010)
- El Anesah Mami (2012)
- Gawaza Meri (2014)
- Abu Shanab (2016)
- Harbana menha (2017)